# Pteropus gilliardorum
Pteropus gilliardorum is een vleermuis uit het geslacht Pteropus die voorkomt op Nieuw-Brittannië en Nieuw-Ierland in de Bismarck-archipel (Papoea-Nieuw-Guinea). De soort is lange tijd slechts bekend geweest van het holotype, dat in de bergen van New Britain is gevangen, maar later ook op New Ireland gevonden. Dit dier eet waarschijnlijk zacht fruit en bloesems.
P. gilliardorum is een kleine soort met een dichte, donkerbruine vacht. De oren zijn breed en rond, de tanden zijn sterk gereduceerd. Voor het holotype bedraagt de kop-romplengte 154 mm, de voorarmlengte 114 mm en de oorlengte 20,7 mm.